# Municipio de Wrights
El municipio de Wrights (en inglés, Wrights Township) es una subdivisión territorial del condado de Greene, Illinois, Estados Unidos. Según el censo de 2020, tiene una población de 224 habitantes.

## Geografía
Está ubicado en las coordenadas 39°23′21″N 90°19′11″O / 39.38917, -90.31972. Según la Oficina del Censo de los Estados Unidos, tiene una superficie total de 93.1 km², correspondientes en su totalidad a tierra firme.

## Demografía
Según el censo de 2020, hay 224 personas residiendo en la zona. La densidad de población es de 2.4 hab./km². El 99.11 % son blancos y el 0.89 % son de una mezcla de razas. No hay hispanos o latinos viviendo en la región.